# Criorhina metallica
Criorhina metallica är en tvåvingeart som först beskrevs av Jacques-Marie-Frangile Bigot 1882.  Criorhina metallica ingår i släktet pälsblomflugor, och familjen blomflugor. Inga underarter finns listade i Catalogue of Life.